# Wydział Historyczny Uniwersytetu im. Adama Mickiewicza w Poznaniu

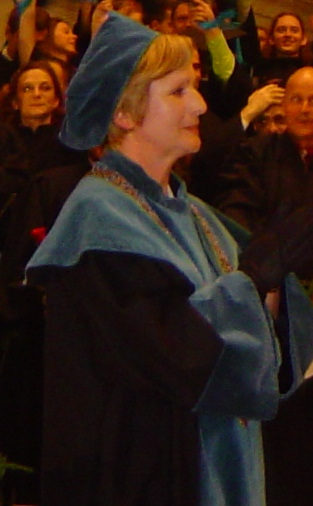
Prof. UAM dr hab. Danuta Minta-Tworzowska
Dziekan Wydziału w latach 2002-2008

Wydział Historyczny Uniwersytetu im. Adama Mickiewicza w Poznaniu (WH UAM) – historyczny wydział Uniwersytetu im. Adama Mickiewicza w Poznaniu. Kształcił studentów na sześciu podstawowych kierunkach spośród nauk historycznych, którzy do wyboru mają studia stacjonarne i niestacjonarne. WH UAM powstał w 1976 roku po reorganizacji struktur uniwersyteckich, kiedy to zlikwidowano Wydział Filozoficzno-Historyczny Uniwersytetu im. Adama Mickiewicza.
Wydział Historyczny był jednostką interdyscyplinarną. W ramach 6 instytutów aktualnie (stan na 2012) zatrudnionych było 218 pracowników naukowo-dydaktycznych (z czego 24 na stanowisku profesora zwyczajnego, 65 na stanowisku profesora nadzwyczajnego i doktora habilitowanego, 124 doktorów i 5 magistrów).
W roku akademickim 2010/2011 na wydziale kształciło się 2 963 studentów, co dało ósme miejsce wśród wydziałów uczelni. W roku akademickim 2019/2020 na wydziale studiowało już tylko ponad 1000 osób. 1 października 2019, zarządzeniem Rektora UAM, Wydział został zlikwidowany na skutek reorganizacji struktur uniwersyteckich (w jego miejsce powołano Wydział Historii).

## Władze
| Stanowisko | Imię i nazwisko                   |
| --- | --------------------------------- |
| Dziekan | prof. dr hab. Kazimierz Ilski     |
| Prodziekan ds. naukowych | dr hab. Stanisław Czekalski       |
| Prodziekan ds. dydaktycznych - studia stacjonarne i niestacjonarne (archeologia, etnologia, historia sztuki, muzykologia, wschodoznawstwo) | prof. dr hab. Andrzej Michałowski |
| Prodziekan ds. dydaktycznych - studia stacjonarne i niestacjonarne (historia)                                                              | dr hab. Rafał Witkowski           |
| Kierownik Studiów Doktoranckich | dr hab. Krzysztof Kaczmarek       |

## Poczet dziekanów
- 1976–1978: Konstanty Kalinowski – historyk sztuki (nowożytnik)
- 1978–1981: Jadwiga Krzyżaniakowa – historyk (mediewistyka)
- 1981–1984: Alicja Karłowska-Kamzowa – historyk sztuki (mediewistyka)
- 1984–1985: Karol Olejnik – historyk (historia wojskowości)
- 1985–1987: Edmund Makowski – historyk (historia XX wieku)
- 1987–1990: Witold Szulc – historyk (historia gospodarcza)
- 1990–1996: Karol Olejnik – historyk (historia wojskowości)
- 1996–2002: Tomasz Jasiński – historyk (mediewistyka, źródłoznawstwo)
- 2002–2008: Danuta Minta-Tworzowska – archeolog (teoria i metodologia archeologii)
- 2008-2012: Hanna Kóčka-Krenz – archeolog (archeologia wczesnego średniowiecza)
- 2012-2019: Kazimierz Ilski – historyk (historia starożytna)

## Struktura

### Instytut Historii
Dyrektor: prof. dr hab. Józef Dobosz
- Zakład Historii Starożytnego Wschodu
- Zakład Historii Społeczeństw Antycznych
- Zakład Historii Średniowiecznej
- Zakład Historii Nowożytnej do XVIII wieku
- Zakład Historii Powszechnej XIX i XX wieku
- Zakład Historii Polski XIX i XX wieku
- Zakład Najnowszej Historii Polski
- Zakład Bałkanistyki
- Zakład Historii Kultury
- Zakład Historii Gospodarczej
- Zakład Historii Wojskowej
- Zakład Źródłoznawstwa i Nauk Pomocniczych Historii
- Zakład Archiwistyki
- Zakład Dydaktyki Historii
- Zakład Metodologii Historii i Historii Historiografii
- Zakład Kultury i Myśli Politycznej
- Pracownia Bohemistyczna
- Pracownia Historii Bizancjum

### Instytut Archeologii
Dyrektor: prof. dr hab. Hanna Kóčka-Krenz
- Zakład Epok Kamienia i Brązu
- Zakład Prahistorii Powszechnej Epoki Żelaza
- Zakład Prahistorii Europy Środkowo-Wschodniej
- Zakład Teorii i Metod w Archeologii
- Zakład Archeologii Cywilizacji Śródziemnomorskich
- Pracownia Archeologii Śródziemnomorskiej Epoki Brązu

### Instytut Historii Sztuki
Dyrektor: dr hab. Piotr Korduba
- Zakład Sztuki Średniowiecznej
- Zakład Sztuki Nowożytnej
- Zakład Sztuki Nowoczesnej
- Zakład Historii i Teorii Badań nad Sztuką
- Pracownia Dokumentacji Życia Artystycznego

### Instytut Wschodni
Dyrektor: prof. dr hab. Krzysztof Pietkiewicz
- Zakład Badań nad Przemianami Politycznymi i Społecznymi Europy Wschodniej i Azji
- Zakład Badań nad Kulturą Europy Wschodniej i Azji
- Zakład Historii Europy Wschodniej

### Instytut Etnologii i Antropologii Kulturowej
Dyrektor: prof. dr hab. Michał Buchowski
- Zakład Studiów Polskich i Regionalnych
- Zakład Studiów Europejskich i Krytyki Kulturowej
- Zakład Studiów nad Kulturą Współczesną
- Zakład Studiów Pozaeuropejskich
- Pracownia Antropologii Wizualnej

### Instytut Muzykologii
Dyrektor: dr hab. Justyna Humięcka-Jakubowska
- Zakład Badań nad Muzyką Dawną
- Zakład Badań nad Muzyką XIX-XXI wieku
- Pracownia Badań nad Muzyką Tradycyjną i Popularną
- Pracownia Muzykologii Systematycznej